# Die Kartenspieler
Die Kartenspieler (Les Joueurs de cartes) ist der Titel einer Serie von Gemälden des französischen Malers Paul Cézanne. Die Bilder zeigen Männer beim Kartenspiel an einem Tisch. In der ersten Hälfte der 1890er Jahre entstanden fünf verschieden große Versionen des Motivs, die sich unter anderem in der Anzahl der abgebildeten Personen unterscheiden.
Vier der Gemälde sind in öffentlichen Museen ausgestellt. Das fünfte war jahrelang im Privatbesitz des griechischen Sammlers Georges Embiricos. Es soll kurz vor oder nach dessen Tod verkauft worden sein. Der Kaufpreis wird in mehreren Quellen auf unterschiedliche Summen zwischen 250 und 275 Millionen US-Dollar beziffert. Dies war der zweithöchste Kaufpreis, der bis dato für ein Bild bezahlt wurde (Stand: 6. Februar 2015).

## Beschreibung
Die erste Version der Kartenspieler, heute im New Yorker Metropolitan Museum of Art ausgestellt, zeigt auf einer Fläche von 65,4 mal 81,9 Zentimetern drei Landarbeiter, die sich im Inneren eines Hauses zum Kartenspielen um einen Tisch gruppiert haben; ein weiterer Mann steht im Hintergrund, Pfeife rauchend, und beobachtend das Spiel. Die Personen haben ausdruckslose Gesichter und verharren ruhig; das Bild vermittelt keine Bewegung und erinnert dadurch an ein Stillleben. Die Sitzenden sind über den hellen Tisch gebeugt, von dem sie jeder eine Seite einnehmen; die dem Betrachter zugewandte Tischseite mit einer Schublade bleibt frei. Auf dem Tisch liegen gespielte Karten und eine Pfeife. Alle Männer tragen dunkle Hüte und Jacken. Die Umgebung ist uneindeutig: Im Hintergrund ist nur eine helle Wand zu sehen, an der vier weitere Tabakspfeifen hängen. Von der rechten Seite ragt ein gelber Vorhang ins Bild. Vor allem der linke Teil der eigentlich weißen oder hellgrauen Wand ist mit Farben angereichert: Grüne, blaue und gelbe Töne lassen auf provenzalisches Licht schließen, das außerhalb des sichtbaren Ausschnitts durch eine Tür oder ein Fenster fällt.
Die zweite Version, heute in der Sammlung der Barnes Foundation in Philadelphia, ähnelt dem zuvor beschriebenen stark, ist mit 134,6 mal 180,3 Zentimetern aber deutlich größer. Die Figuren aus dem ersten Bild und ihr Arrangement hat Cézanne bis auf Details unverändert übernommen. Lediglich der Hut des dem Betrachter gegenüber sitzenden Mannes ist verschwunden. Rechts hinter diesem Spieler hat der Maler die Gruppe um eine Figur erweitert: Dort sitzt eine dunkelhaarige Person unbestimmten Geschlechts, eine Frau oder ein Junge, mit nach unten gerichtetem Blick oder geschlossenen Augen. Der stehende Zuschauer ist etwas weiter in den Hintergrund gerückt und scheint an der Wand zu lehnen. In der oberen Bildhälfte wurden weitere Details hinzugefügt. In der Mitte der Wand hängt ein Gemälde mit Goldrahmen, dessen unterer Teil ins Bild ragt. In der oberen linken Ecke ist der Anfang eines Regalbretts zu sehen, auf dem eine Vase steht.
Die letzten drei Versionen unterscheiden sich deutlich von ihren Vorgängern. Untereinander ähneln sie sich so stark, dass sie oft als eine Version zusammengenommen werden. Der Künstler konzentrierte die Arbeit hier stark auf das Kartenspiel, reduzierte die Zahl der Spieler auf zwei, rechts und links des Tisches, und entfernte die Zuschauer sowie die Details im Hintergrund, sodass nur das Wesentlichste des Bildes bleibt: zwei Männer vertieft ins Kartenspiel. Der Linke raucht Pfeife und ist etwas förmlicher gekleidet mit einem zylinder-ähnlichen braunen Hut mit abwärts zeigender Krempe. Er sitzt noch etwas gebückt, aber aufrechter als sein Gegenüber. Die Kleidung des Rechten ist heller und weiter, sein kürzerer Hut hat eine nach oben weisende Krempe. Unter beider Mänteln ragen weiße Hemdkragen hervor. Auf dem Tisch ist nichts mehr außer einer mittig platzierten, dunklen Weinflasche, die fast im Hintergrund verschwindet. Auch die großen hellen Bereiche der früheren Versionen sind verschwunden. Der Tisch ist rötlich-erdfarben, der Hintergrund ebenfalls dunkler. Er ist unscharf, aber die Wand wirkt näher an den Spielern, wodurch ein kleinerer Raum bleibt. Die Farbpalette wird von Ocker-, Grau-, Braun- und Blautönen bestimmt.
Das wohl bekannteste Exemplar dieser drei ist das kleinste und vermutlich am spätesten entstandene. Es misst 47 mal 56,5 Zentimeter und gehört zur Ausstellung des Pariser Musée d’Orsay. Der Kunsthistoriker Meyer Schapiro beschrieb dieses Bild als “the most monumental and also the most refined” (deutsch: „das monumentalste und am weitesten verfeinerte“) Bild der Kartenspieler-Reihe. Die Formen sind hier einfacher geworden, die Malweise zurückhaltender. Die Farbtöne entstammen fast ausschließlich dem Ocker-Bereich und geben dem Bild eine einheitliche, sepia-artige Wirkung. Selbst die Spielkarten, in den anderen Versionen leuchtend weiß, verlieren durch gelblich-graue Beimischung an Helligkeit und fügen sich in die Palette ein. Die Bildkomposition verzichtet völlig auf gerade Linien. Tischplatte und -beine sind ebenso schief wie die Weinflasche. Dennoch löst das Bild beim Betrachter kein Gefühl der Seekrankheit aus, da jede schräge Linie durch eine andere ausgeglichen wird. Als Beispiele hierfür können die gegenläufig geschwungenen Hutkrempen gelten oder die Jackentaschen, die gegen die Arme der Spieler ausgerichtet sind.
Die anderen beiden Versionen sind 97 mal 130 Zentimeter und 60 mal 73 Zentimeter groß. Sie befinden sich in Privatbesitz beziehungsweise im Londoner Courtauld Institute of Art. Alle Gemälde der Serie entstanden in Ölfarben auf Leinwand.

## Entstehung und Einordnung in Cézannes Gesamtwerk
Die 1880er und 1890er Jahre stellen in Cézannes Schaffen eine Periode der Synthese und Konsolidierung dar. Der Künstler distanzierte sich entschieden von seiner früheren impressionistischen Malweise und widmete sich ausgewogenen Kompositionen, in denen er verstärkt horizontale, vertikale und diagonale Linien einsetzte, um Flächen zu strukturieren. In dieser Periode schuf er vermehrt Landschafts- und Figurenbilder.
Für die Kartenspieler-Serie entwickelte Cézanne eine beachtliche Reihe von Entwurfszeichnungen und Vorarbeiten. Im Jahr 1890 begann er mit den ersten Arbeiten an den finalen Versionen. Die genauen Fertigstellungsdaten der einzelnen Bilder sind unbekannt. Zu Beginn der 1890er Jahre entstand außerdem eine Reihe von Porträts rauchender Männer, die im Zusammenhang mit den Kartenspielern gesehen werden.

Vorarbeiten und verwandte Werke
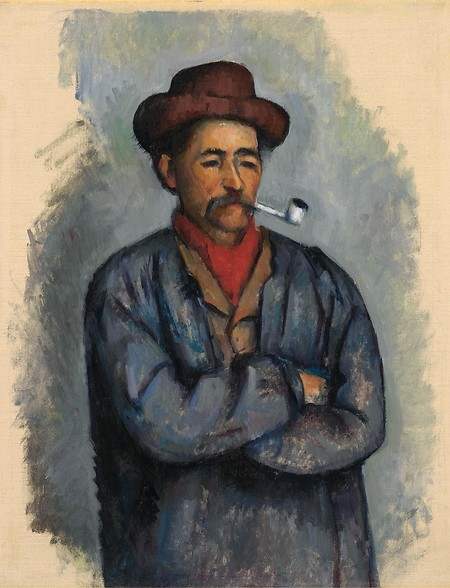
Pfeifenraucher (Studie zu den Kartenspielern) (1890–1892) Öl auf Leinwand, 39 × 30,2 cm Nelson-Atkins Museum of Art
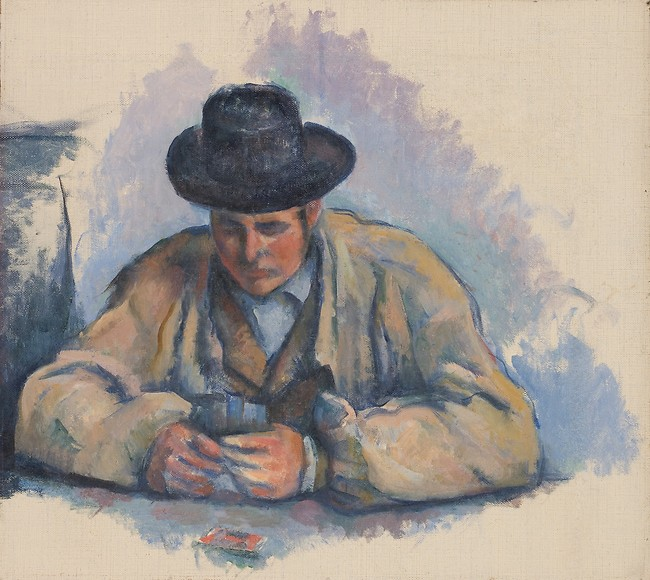
Studie zu den Kartenspielern (1890–1892) Öl auf Leinwand, 32 × 35 cm, Worcester Art Museum
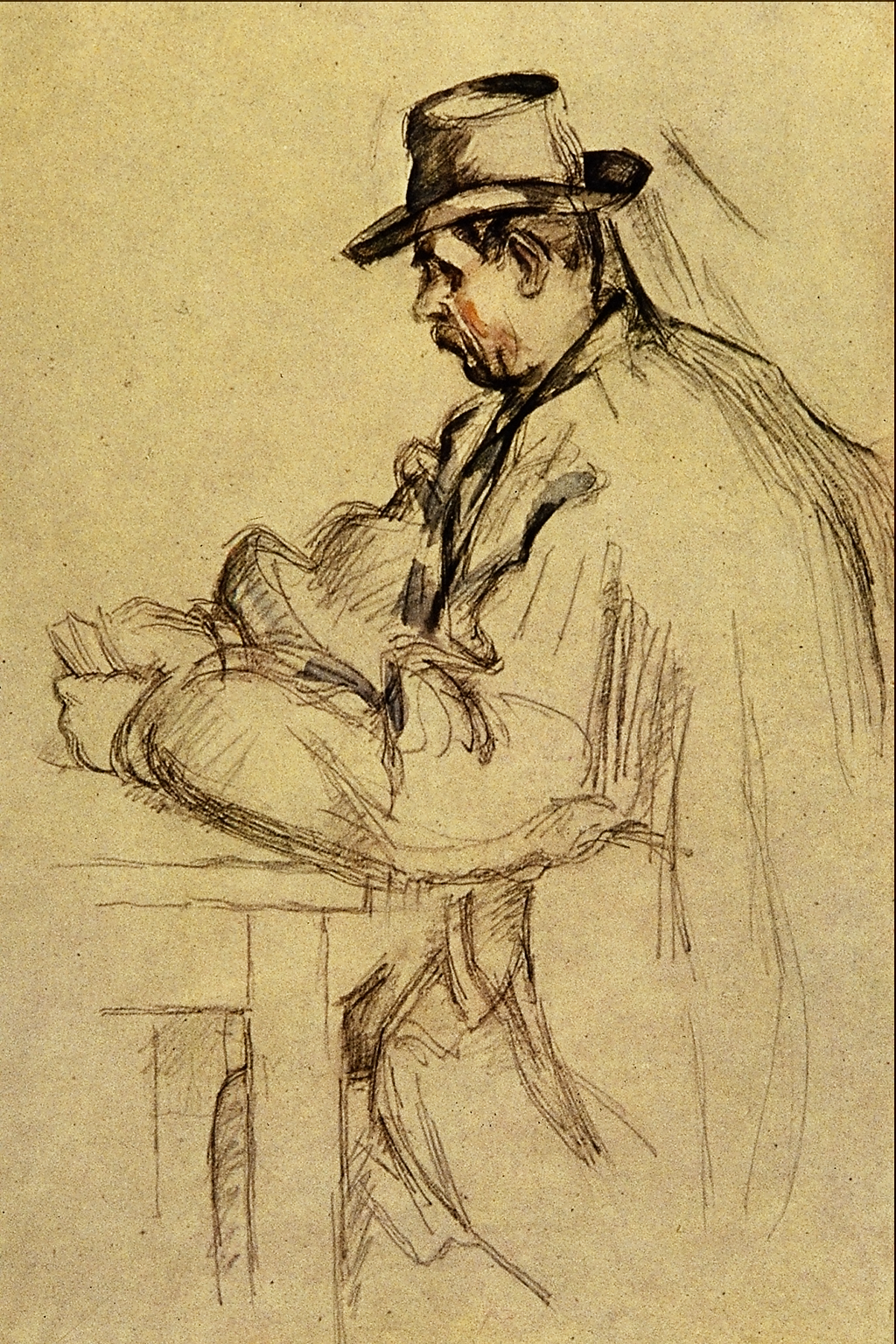
Studie zu den Kartenspielern (1890–1892) Graphit und Wasserfarbe auf Papier, Rhode Island School of Design Museum
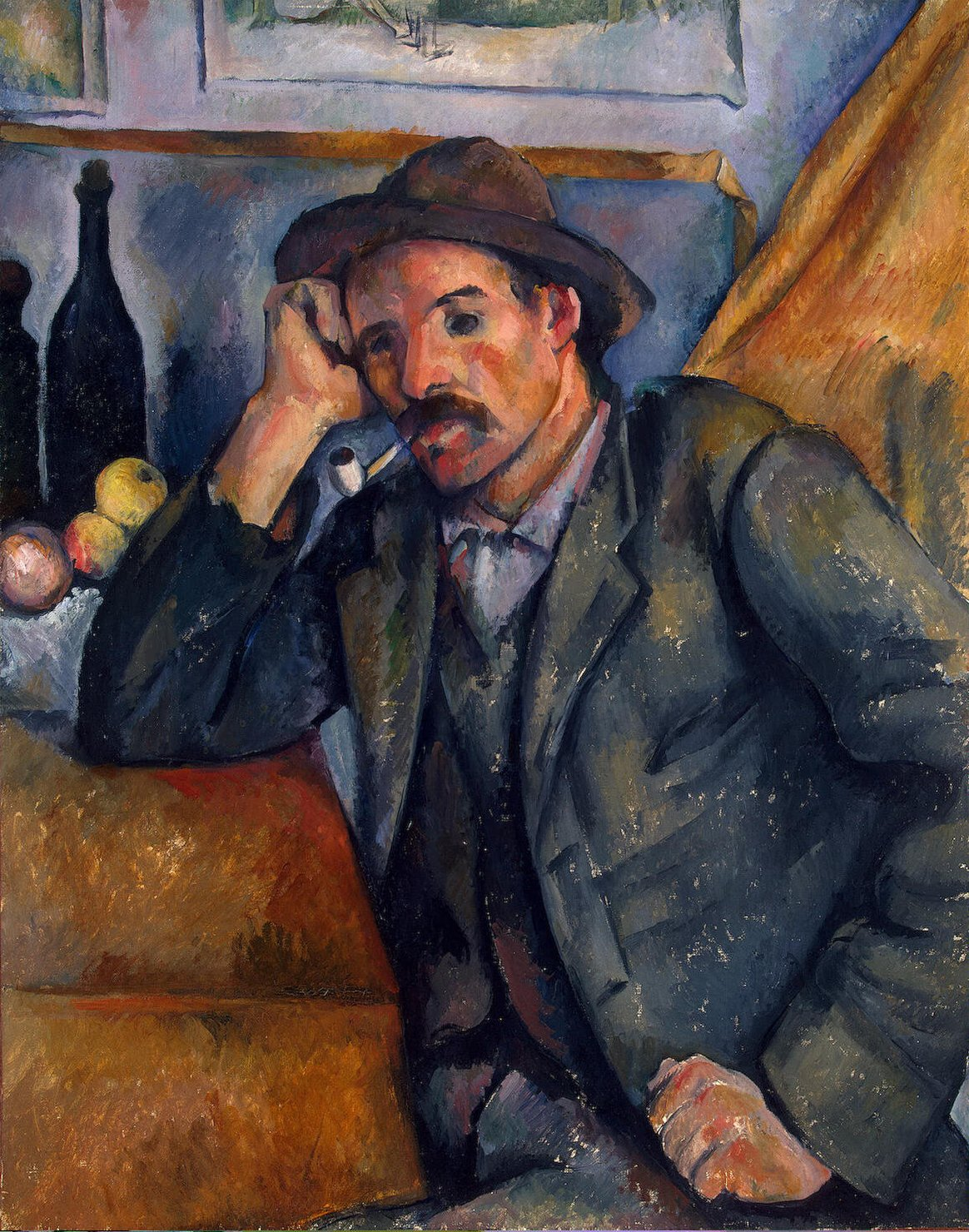
Pfeifenraucher (um 1890) Öl auf Leinwand, 90 × 72 cm, Eremitage
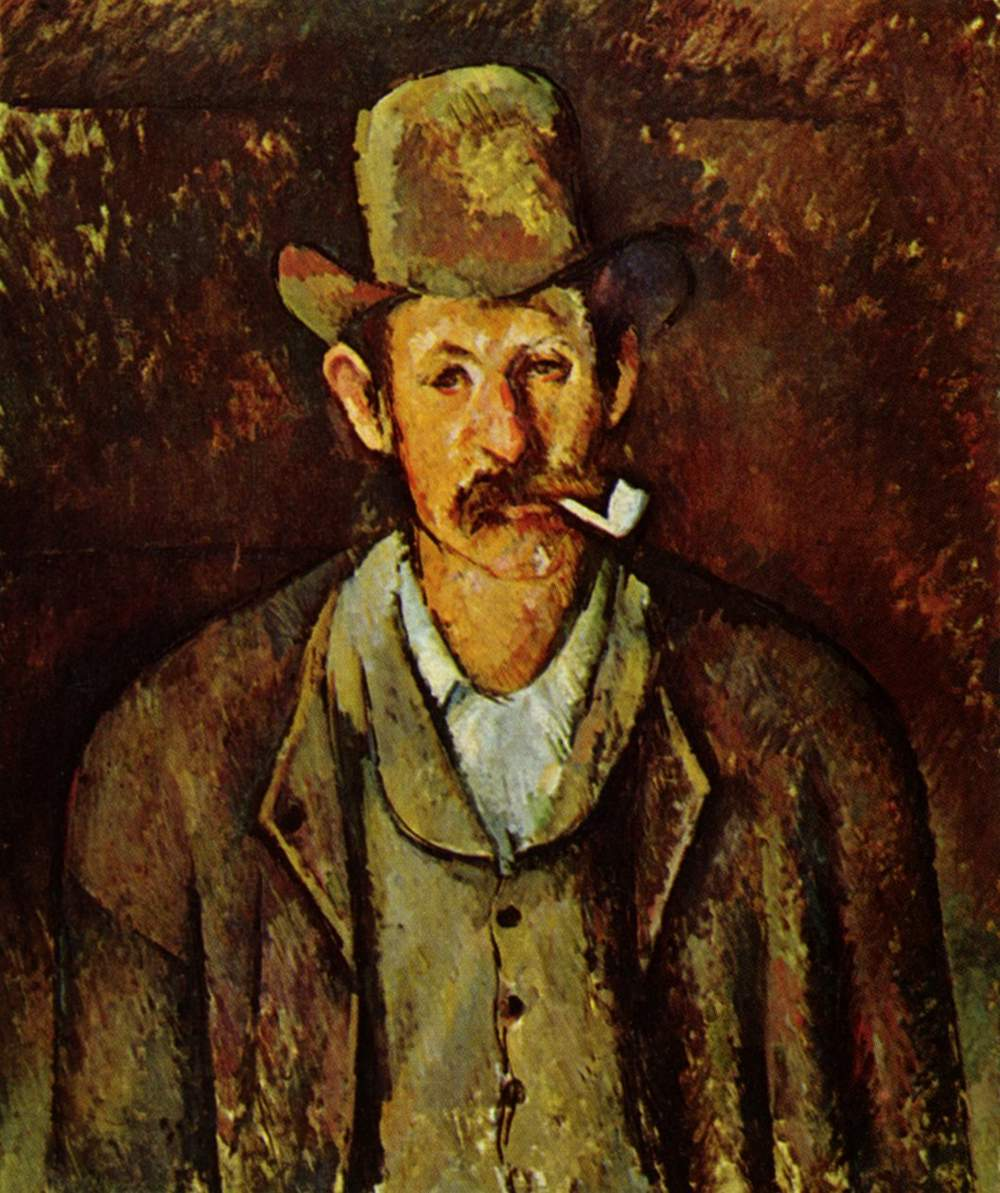
Pfeifenraucher (um 1892) Öl auf Leinwand, 73 × 60 cm, Courtauld Institute of Art
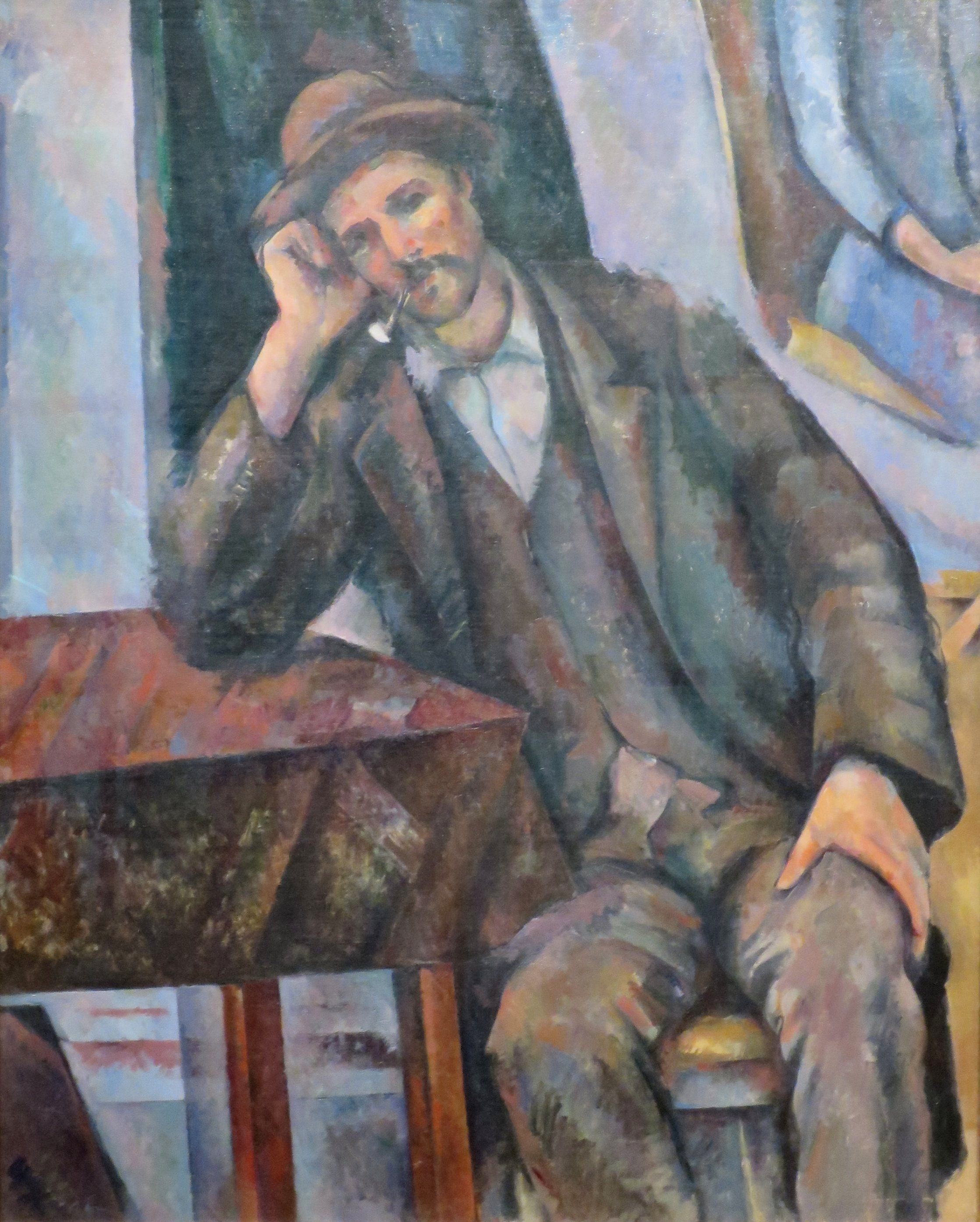
Pfeife rauchender Mann (1890–1892) Öl auf Leinwand, 72 × 91 cm, Puschkin-Museum

Die Männer, die in diesen Bildern auftauchen, kannte Cézanne persönlich: Es waren Arbeiter auf dem Landgut seiner Familie in Aix-en-Provence.
Während lange die Überzeugung vorherrschte, Cézanne habe das größte Gemälde zuerst angefertigt und dann im Laufe der Reihe immer kleinere Formate gewählt, zeigten Röntgen- und Infrarotaufnahmen zu Beginn des 21. Jahrhunderts unter der sichtbaren Oberfläche der Metropolitan-Version Graphit-Zeichnungen, von denen einige sehr skizzenhaft waren, und Flächen, an denen heftig mit Ölfarbe gearbeitet wurde. Daraus wurde geschlossen, dass Cézanne versucht hat, hier die Formen zu arrangieren, die in der größeren Version der Barnes Collection zu sehen sind.
Die Kartenspieler gilt als eine der wesentlichen Werkserien Cézannes aus den frühen 1890er Jahren. Gleichzeitig stellt sie einen Brückenschlag zwischen dieser Phase und der letzten Schaffensperiode des Künstlers dar. So enthalten die ersten beiden Versionen des Motivs noch Einflüsse Gustave Courbets, von dem Cézannes früheres Schaffen beeinflusst war. Davon zeigen die späteren drei Werkstücke eine deutliche Abkehr und gelten als Wegbereiter des Kubismus. Zusammenfassend urteilt der Kunsthistoriker Richard Dorment:

“Cézanne’s series of paintings The Card Players is the cornerstone of his work between 1890 and 1895, and the prelude to the explosive creative achievement of his last years.”

„Cézanne Bilderserie Die Kartenspieler ist der Grundstein seiner Arbeit zwischen 1890 und 1895 und das Vorspiel zu den explosiven kreativen Errungenschaften seiner letzten Jahre.“

## Verkaufsrekord
Das nicht öffentlich ausgestellte Gemälde befand sich über Jahrzehnte im Privatbesitz des griechischen Tankermilliardärs und Kunstsammlers Georges Embiricos. Es war öffentlich nicht zugänglich und wurde auch für Sammelausstellungen, zu denen die anderen Kartenspieler-Versionen zusammengetragen wurden, nicht ausgeliehen. Im Frühjahr 2011 verstarb Georges Embiricos. Etwa zur gleichen Zeit meldeten verschiedene Zeitungen, darunter die Financial Times und Die Welt, jeweils unter Berufung auf anonyme Quellen, das Gemälde sei verkauft worden. Der Kaufpreis wurde auf eine unbestimmte Größe „zwischen 250 und 275 Millionen Dollar“ (etwa 170 bis 190 Millionen Euro) beziffert. Damit wäre es das bis dato am teuersten verkaufte Gemälde. Der Rekord war davor von Jackson Pollocks No. 5, 1948 gehalten worden, das 2006 für 140 Millionen Dollar verkauft worden war.